# Дашковка (Могилёвский район)
Да́шковка (бел. Да́шкаўка) — агрогородок в составе Дашковского сельсовета Могилёвского района Могилёвской области Республики Беларусь. Административный центр Дашковского сельсовета.

## История

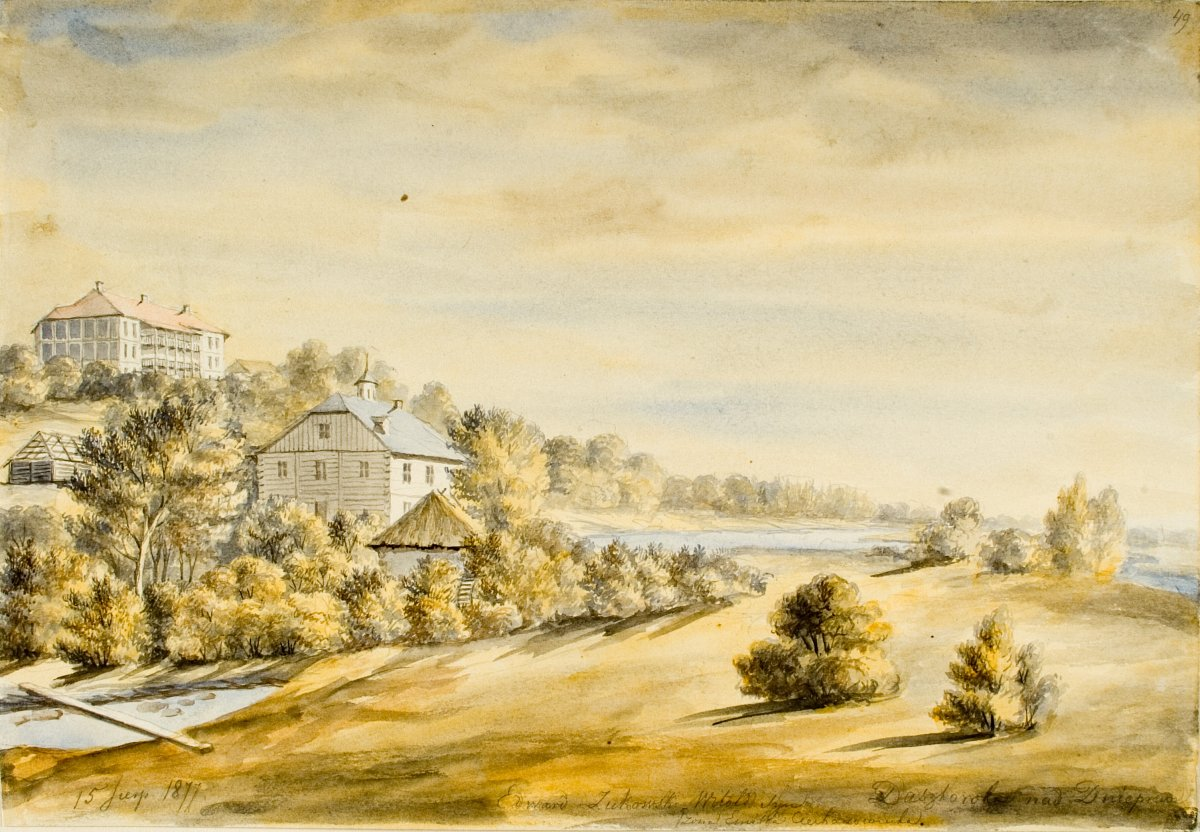
Парк и усадебный дом на рисунке Н. Орды. 1877

### История Дашковки
Согласно одному из летописных преданий, время возникновения Дашковки может относиться к XVI веку. В Барколабовской летописи по этому поводу написано следующее: 
"Року 1597... Его милось князь Богданъ Соломерецкий, староста Крычевский и Толучицкий... на речце прозываемой Дашковце.., заложити рачил именем своим место Богданово... и церковъ..." (1. Барколабовская летопись, с. 32)
Белорусский историк Е. Р. Романов считал, что "Богданово" и есть старое название Дашковки.
Вероятно, это она упоминается в 1611 году как деревня Дашково в составе Вейнянского войтовства Могилевской волости в Оршанском повете ВКЛ. В 1772 году в качестве родового имения Дашковку получили дворяне Жуковские.
В конце XIX века в Дашковке насчитывалось 153 деревянных дома, из которых христианам принадлежало 106, а евреям - 47, также были мелочная лавка, паровая и две водяных мельницы, каменная церковь во имя Рождества Пресвятой Богородицы (находилась на месте нынешнего Дома культуры, была разрушена в 1965 году) и еврейская молитвенная школа. В 1913 году действовала церковно-приходская школа.
В 2008 году деревня Дашковка преобразована в агрогородок.

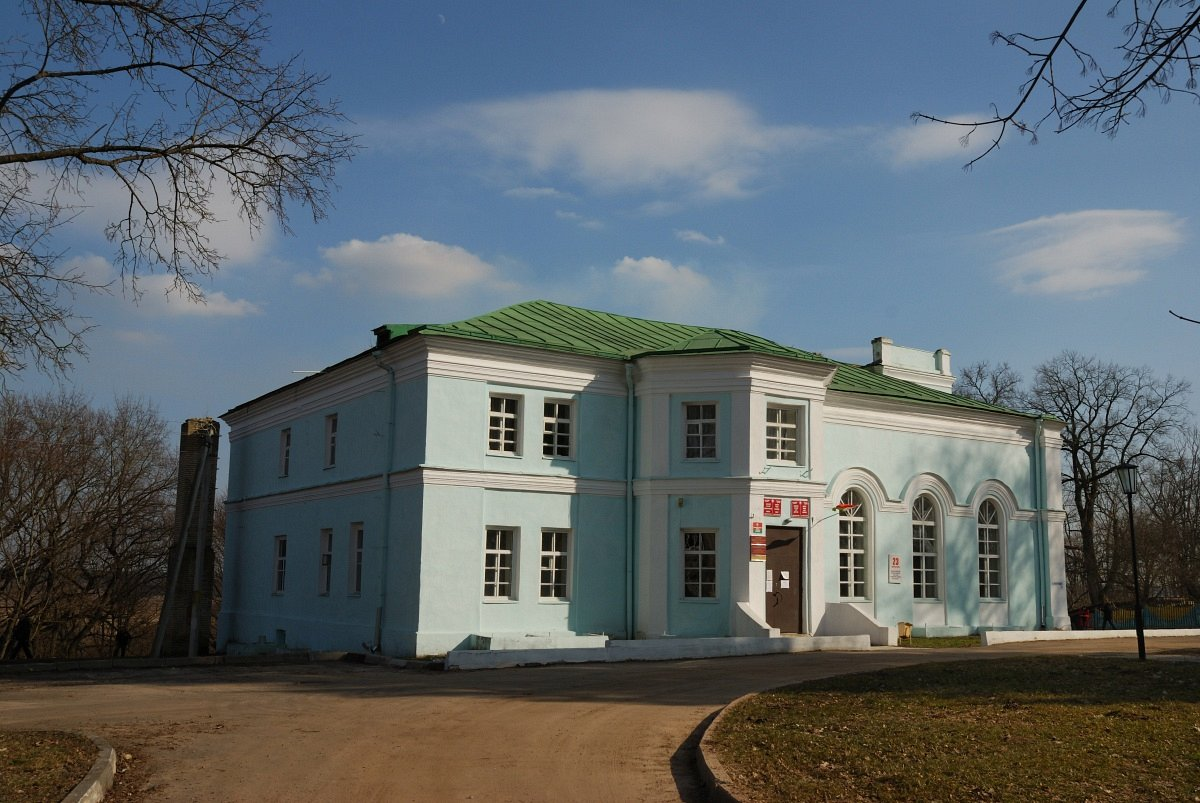

### Дворец Жуковских
Каменный дворец в Дашковке был построен ее владельцами, дворянами Жуковскими. Во время сражения 11 июля 1812 года в усадебном доме Жуковских размещался лазарет для русских солдат, где оказывалась медицинская помощь.
С крутого берега, где стоит дворец, открывается красивый вид на Днепр, лес и широкие заливные луга.
Во второй половине XIX века в имении Жуковского был заложен парк, который частично сохранился до наших дней. Сейчас в парке преобладающая порода дерева - берёза, насчитывается 34 вида экзотических растений. Крестьянам заходить в парк запрещалось, там могли отдыхать только пан, его друзья и родственники. На северной стороне парка располагалась пейзажная часть, а на южной был плодовый сад. Также в парке был пруд с плавучим островом, который был разрушен в 1968 году во время чистки пруда.
В архитектурных формах и отделке интерьеров двухэтажного усадебного дома сочетаются разные стили. Большую часть первого этажа занимал танцевальный зал, где часто проходили балы и танцевальные вечера. Также дом имел боковую трёхъярусную башню из которой открывалось хорошее обозрение поймы Днепра.

## Население

### Численность
- 2009 год — 1 567 жителей

### Динамика
- 1897 год — 1 197 жителей, 185 дворов
- 1971 год — 1 807 жителей
- 1997 год — 1 850 жителей, 704 дворов
- 2005 год — 1 528 жителей
- 2009 год — 1 567 жителей

## Географическое положение
Ближайшие населённые пункты: Лежневка, Стайки, Новосёлки.

## Культура
- Историко-краеведческий музей

## Достопримечательность
- Усадебно-парковый комплекс Жуковских (XIX — нач. XX в.)[7][8] —  Историко-культурная ценность Республики Беларусь, шифр 513Г000491
- Здание больницы (нач. XX в.)
- Железнодорожная станция (первая половина XX в.)
- Братская могила —  Историко-культурная ценность Республики Беларусь, шифр 513Д000492
- Церковь Святого Сергия Радонежского
- Еврейские захоронения

### Памятник, скульптура
- Стелла в память о героях войны
- Мемориальная доска в честь русских войск 1812 года (1968)

## Воины, удостоенные званияГероя Советского Союзаза освобождение деревни

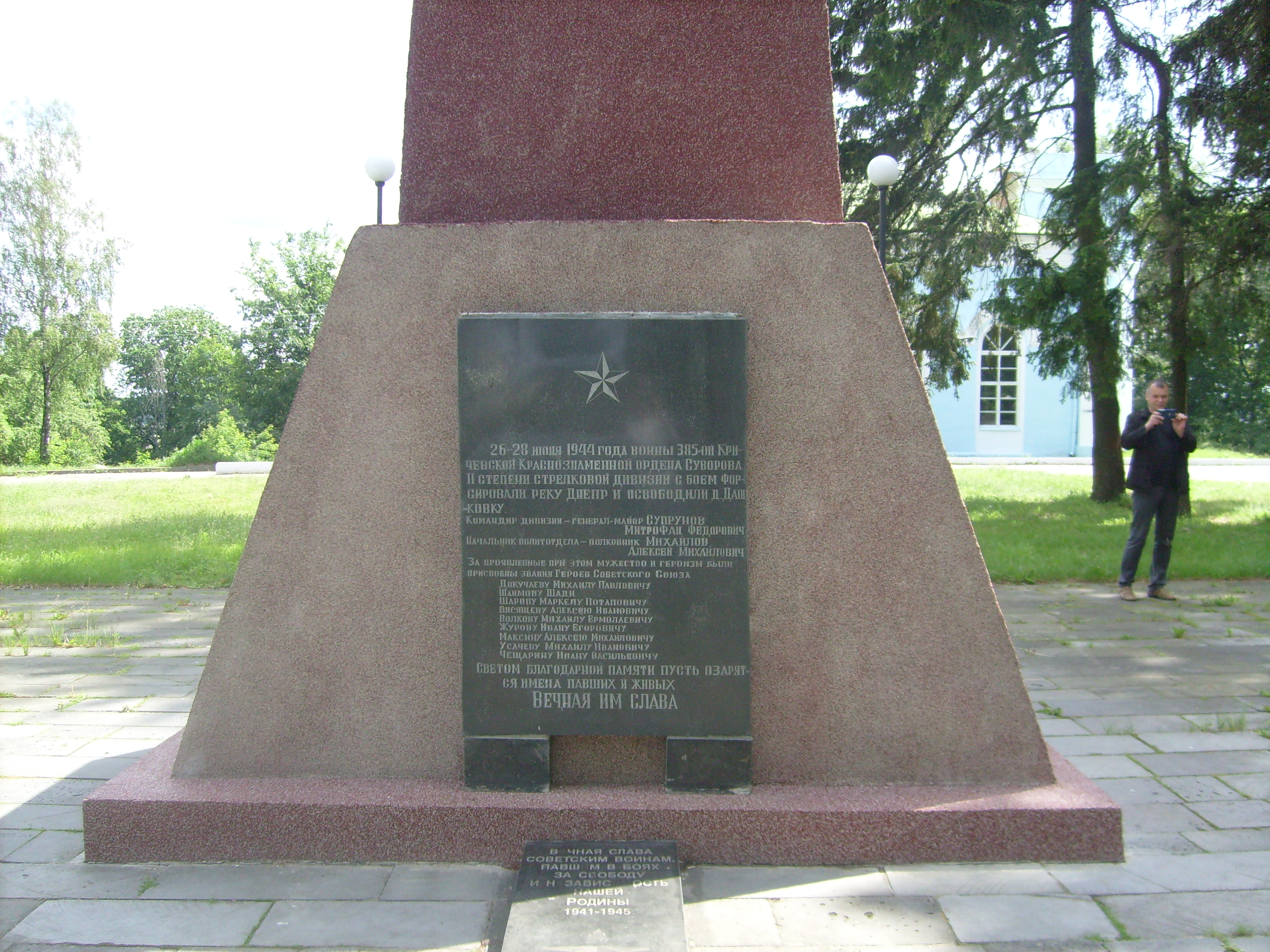
Стелла в память о героях войны

- Висящев, Александр Иванович — рядовой, телефонист 1266-го стрелкового полка 385-й стрелковой дивизии
- Волков, Михаил Ермолаевич — старший лейтенант, командир взвода 665-го отдельного саперного батальона 385-й стрелковой дивизии
- Жудов, Иван Егорович — младший лейтенант, командир стрелкового взвода 1270-го стрелкового полка 385-й стрелковой дивизии
- Докучаев, Михаил Павлович — майор, командир батальона 1266-го стрелкового полка 385-й стрелковой дивизии
- Максин, Алексей Михайлович — сержант, старшина роты 1266-го стрелкового полка 385-й стрелковой дивизии
- Шаимов, Шади — рядовой, автоматчик 1266-го стрелкового полка 385-й стрелковой дивизии
- Шаров, Маркел Потапович — старший сержант, помощник командира взвода 1266-го стрелкового полка 385-й стрелковой дивизии
- Усачев, Михаил Иванович — рядовой, пулемётчик 1266-го стрелкового полка 385-й стрелковой дивизии
- Чещарин, Иван Васильевич — сержант, командир отделения 665-го отдельного саперного батальона 385-й стрелковой дивизии